# Novooleksiivka, Sofiivka
Novooleksiivka (în ucraineană Новоолексіївка) este o comună în raionul Sofiivka, regiunea Dnipropetrovsk, Ucraina, formată numai din satul de reședință.

## Demografie
Componența lingvistică a satului Novooleksiivka
     Ucraineană (98,14%)
     Rusă (1,86%)
Conform recensământului din 2001, majoritatea populației satului Novooleksiivka era vorbitoare de ucraineană (98,14%), existând în minoritate și vorbitori de rusă (1,86%).